# فيتولد أشوراك
فيتولد أشوراك (بالروسية: Витольд Михайлович Ашурок؛ 13 أكتوبر 1970 - 21 مايو 2021) كان ناشطًا سياسيًا وبيئيًا في بيلاروسيا. شارك في الاحتجاجات ضد الانتخابات الرئاسية المزورة لعام 2020، وحكم عليه بالسجن خمس سنوات، وتوفي بعد فترة وجيزة من سجنه. اعترفت منظمات المدافعين عن حقوق الإنسان في بيلاروسيا بأنه سجين سياسي.